# چارلزتاون (بوستون)
چارلزتاون، بوستون (به انگلیسی: Charlestown, Boston) یک منطقهٔ مسکونی در ایالات متحده آمریکا است که در بوستون، ماساچوست واقع شده‌است.